# الحزن العميق
الحزن العميق،  رواية نشرت عام 1949 من تأليف الفيلسوف جان بول سارتر. الحاصل على جائزة نوبل في الأدب، صدرت لأول مرة باللغة العربية عام 1962، في بيروت عن دار الحرية، وتُعد الجزء الثالث من ثلاثية "دروب الحرية".
«الرواية الثالثة في سلسلة "دروب الحرية" الضخمة لسارتر، "الحزن العميق" تُصوّر بقوة سقوط فرنسا عام 1940، والمشاعر المعذّبة لمجموعة من الفرنسيين الذين تحولت لامبالاهم قبل الحرب إلى وعي بكرامة المقاومة الفردية — ضد الاحتلال الألماني وضد القدر بشكل عام — وتضامن مع أشخاص يعانون من القمع ذاته».
دار راندوم هاوس.

## ملخص
تدور أحداث رواية "الحزن العميق" في صيف عام 1940، خلال المرحلة الأخيرة من اجتياح ألمانيا لفرنسا في الحرب العالمية الثانية، حيث ينهار الجيش الفرنسي وتعمّ الفوضى البلاد. في هذا الجو الكئيب، يرصد جان بول سارتر التحولات النفسية والفكرية العميقة التي تصيب مجموعة من الشخصيات، أبرزها ماتيو، أستاذ الفلسفة السابق، الذي لطالما رفض الارتباط أو الالتزام، لكنه يجد نفسه الآن مضطرًا لمواجهة واقع لا يمكن الهروب منه.
ينضم ماتيو إلى صفوف الجيش الفرنسي، ليس بدافع وطني، وإنما بدافع داخلي معقّد، بحثًا عن معنى في لحظة عبثية. وبينما تنهار فرنسا من حوله، يحاول أن يصنع من موقفه الشخصي لحظة صدق وكرامة، حتى لو كانت غير مجدية. في النهاية، يختار ماتيو أن يواجه الموت رافضًا الاستسلام، كأنما ليؤكد أن الإنسان، حتى في الهزيمة، يظل مسؤولًا عن اختياره.
إلى جانب ماتيو، يظهر دانيال، الرجل المهمّش والمنعزل، يعيش حالة قلق وجودي عميقة، تضاعفها الحرب من جهة، ونبذه الاجتماعي من جهة أخرى، لكنه يبدأ شيئًا فشيئًا في إدراك أن معاناته ليست فريدة، وأن الألم الإنساني يتجاوز الفرد. كما تظهر شخصيات مثل بوريس وإيف، اللذَين يمثلان الجنود العاديين، التائهين في حرب لا يفهمونها، والمسلوبين من أي قدرة حقيقية على الفعل أو المقاومة.
لا تسير الرواية نحو خاتمة بطولية، بل نحو سقوط داخلي هادئ وصادم، حيث تنهار القيم التي طالما اعتُبرت مطلقة: الوطن، المجد، الواجب، وحتى الحب. لكنها، في المقابل، تمنح القارئ فهمًا عميقًا لمعنى الحرية.

## الشخصيات
- ماتيو دولارو: الشخصية الرئيسية في الرواية. أستاذ فلسفة سابق، يرمز إلى الإنسان الوجودي المتردد، يرفض الالتزامات لكنه يجد نفسه مجبرًا على اتخاذ موقف حاسم خلال اجتياح فرنسا. يمثل البحث الفردي عن الحرية والمعنى في عالم مضطرب.
- دانيال: صديق ماتيو، شخصية منعزلة ومثلي الجنس، يعاني من صراعات داخلية نتيجة رفض المجتمع له. يرمز إلى الشعور بالاغتراب والنبذ، ويجسد الجانب القاتم من الذات البشرية في زمن الحرب.
- بوريس: جندي شاب، يمثل جيلًا من الفرنسيين الذين دخلوا الحرب دون وعي سياسي أو قناعة شخصية. يعاني من الضياع، ويظهر تأثير انهيار القيم الوطنية عليه.
- إيف: صديق لبوريس، شخصية هامشية تُظهر نمط الجنود العاديين الذين لا يفهمون دوافع الحرب ولا أهدافها، ويتنقلون وسط الفوضى بتلقائية.
- لورانس: امرأة إنجليزية في فرنسا، تمثل صوتًا عقلانيًا وخارجيًا في الرواية، تراقب انهيار فرنسا من موقع مختلف، لكنها تبقى عاجزة عن التدخل أو التأثير.
- مارسيل: شقيق ماتيو، يمثل الاتجاه المحافظ والمستسلم، ويشكّل نقيضًا لفكر ماتيو المتمرد.

## اقتباسات
```
«إنّهم أحياء لكنّ الموت لمسهُم. ثمَّة شيء انتهى؛ وأَسقطت الهزيمةُ عن الحائط رفوفَ القيَم. وفيما يحتفل دانيال، في باريس، بانتصار تأنيب الضمير، كان ماتيو، في قرية في منطقة اللورين، يقوم بجردةٍ للأضرار: السلام والتقدُّم والعقل، والحقّ والديمقراطيَّة والوطن، كلُّها، مهمَّشة. ولن يتمكَّن المرءُ أبداً من إعادة لُحمتها»
[
7
]
[
5
]
.
 «ثمة شيء ما يبدأ أيضاً: من دون درب محدَّد، من دونَ مراجع ولا رسائل تمهيديَّة، بل من دون أن يكونوا قد فهموا ماذا حلَّ بهم، أخذوا يسيرون، لأنَّهم، بكلِّ بساطة، لا يزالون على قيد الحياة»
[
7
]
[
5
]
.
```